# Перелік ударів по житловій забудові під час російського вторгнення (квітень 2024)
Удари по житловій забудові України під час російсько-української війни — воєнний злочин, скоєний російськими військовими під час повномасштабного військового вторгнення в Україну.
У переліку подано інформацію про удари по житловій та громадській забудові яка була опублікована у відкритих джерелах. Подано інформацію про атаки протягом квітня 2024 року.

## Загальна інформація
Згідно моніторингової місії ООН з прав людини в Україні відомо про 137 загиблих цивільних українців протягом квітня 2024 року.

### Руйнування населених пунктів прилеглих до лінії зіткнення
У населених пунктах які знаходяться біля лінії бойового зіткнення, постійно відбуваються обстріли житлової та іншої цивільної забудови (у тому числі медичних установ, навчальних закладів, комерційної забудови). Впродовж квітня 2024 року, обстріли відбувалися вздовж прикордонних громад Чернігівщини, Сумщини, та Харківщини, а також громад Запорізької, Дніпропетровської, Херсонської та Миколаївської областей із використанням ракет, безпілотників, мінометів, артилерії, реактивних систем залпового вогню, вогнем бронетехніки та стрілецької зброї.
Вздовж державного кордону:
- У Чернігівській області — Корюківська, Новгород-Сіверська, Семенівська, Сновська громади.
- У Сумській області — Білопільська, Великописарівська, Глухівська, Краснопільська, Миропільська, Новослобідська, Путивльська, Хотінська, Юнаківська громади.
- У Харківській області — Вільхуватська, Вовчанська, Дворічанська, Дергачівська, Золочівська, Липецька громади

Між тимчасово окупованою територією:
- У Харківській області — Борівська, Дворічанська, Ізюмська, Кіндрашівська, Куп'янська, Курилівська, Оскільська, Петропавлівська громади
- У Луганській області — Красноріченська, Лисичанська громади
- У Донецькій області — Званівська, Сіверська громади
- У Запорізькій області —
- У Херсонській області —
- У Миколаївській області —

## Перелік атак
Червоним кольором позначені атаки у яких відомо про загибель людей.
У квітні 2024 року Всесвітня організація охорони здоров'я зазначила що від початку 2024 року росіяни почали частіше завдавати ударів по пунктах екстреної медичної допомоги.
| дата і місце | дата і місце                             | тип зброї           | подробиці атаки, жертви (загиблі/поранені)                                   | подробиці атаки, жертви (загиблі/поранені) |
| ------------ | ---------------------------------------- | ------------------- | ---------------------------------------------------------------------------- | ------------------------------------------ |
| 01/04        | Харківська обл., Чугуїв                  | Shahed 136          | влучання у будівлю пожежно-рятувального підрозділу                           | —                                          |
| 01/04        | Харківська обл., Люботин                 | С-300               | пошкоджений об'єкт цивільної інфраструктури                                  | —                                          |
| 01/04        | Донецька обл., Дружківка                 | С-300               | пошкоджено палац культури, адмінбудівлі та цехи заводів                      | —                                          |
| 02/044       | Харківська обл., Новоосинове             | артобстріл          | обстріляно житлову забудову, загинули цивільні, 11-річний хлопчик та батько  | 2/0                                        |
| 02/04        | Дніпро                                   | ракетний удар       | зазнали руйнування дитячий садочок, коледж та підприємство                   | 0/18                                       |
| 02/04        | Донецька обл., Миколаївка                | артобстріл          | відбувся артобстріл житлової забудови населеного пункту                      | 0/3                                        |
| 02/04        | Луганська обл., Рубіжне                  | авіабомбовий удар   | авіабомбовий удар на окупованій території, у районі залізничного вокзалу     | —                                          |
| 03/04        | Сумська обл., Краснопілля                | С-300               | обстріл житлової забудови                                                    | 1/2                                        |
| 03/04        | Харківська обл., Мерефа                  | Х-59                | пошкоджень зазнали будівлі цивільного підприємства                           | 0/2                                        |
| 03/04        | Донецька обл., Селидове                  | С-300               | пошкоджено 7 адмінбудівель, 12 багатоповерхових та 8 приватних будинків      | —                                          |
| 04/04        | Харків                                   | Shahed 136          | влучання у житлові багатоповерхівки і повторні удари по рятувальниках        | 4/12                                       |
| 04/04        | Харківська обл., Харківський р-н         | ракетний удар       | загинув цивільний чоловік, який перебував під час удару у тракторі           | 1/2                                        |
| 05/04        | Харківська обл., Коротич                 | ракетний удар       | пошкоджена сільгосптехніка два приватні будинки, автомобіль                  | 1/2                                        |
| 05/04        | Запоріжжя                                | ракетний удар       | уражено дитсадок, заклади торгівлі, житлові будинки, повторний удар          | 4/23                                       |
| 05/04        | Донецька обл., Нью-Йорк                  | артобстріл          | пошкоджено 37 будинків і 2 адмінбудівлі                                      | 2/0                                        |
| 05/04        | Донецька обл., Покровськ                 | артобстріл          | обстріл житлових будинків, офісу організації «Лікарі без кордонів»           | 0/5                                        |
| 05/04        | Херсон                                   | артобстріл          | російські загарбники вранці атакували житлові квартали Херсона               | 0/2                                        |
| 05/04        | Херсонська обл., Берислав                | БпЛА                | обстріл цивільних серед житлової забудови населеного пункту                  | 0/3                                        |
| 05/04        | Харківська обл., Момотове                | артобстріл          | обстріл цивільної забудови на території населених пунктів                    | —                                          |
| 05/04        | Харківська обл., Олександрівка           | артобстріл          | обстріл цивільної забудови на території населених пунктів                    | —                                          |
| 06/04        | Харків                                   | ракетний удар       | пошкоджено військову техніку, багатоповерхівки, гуртожитки, адмінбудівлі     | 7/11                                       |
| 06/04        | Харків                                   | авіаудар            | пошкодження цивільної інфраструктури, загоряння автомобіля                   | 1/0                                        |
| 06/04        | Донецька обл., Словʼянськ                | ракетний удар       | влучання на території Словкурорту, пошкоджена будівля грязелікувальні        | —                                          |
| 07/04        | Харківська обл., Купʼянськ               | авіабомбовий удар   | російська армія скинула авіабомбу на житлову багатоповерхівку                | 1/0                                        |
| 07/04        | Запорізька обл., Гуляйполе               | РСЗВ                | обстріл житлових будинків населеного пункту                                  | 3/1                                        |
| 07/04        | Харків                                   | Shahed 136          | атаковано приватні домоволодіння, багатоквартирні будинки, дитсадок          | 0/3                                        |
| 07/04        | Харків                                   | УМПБ Д-30           | внаслідок авіаудару пошкоджені 19 житлових будинків та 13 автомобілів        | 0/5                                        |
| 07/04        | Харків                                   | С-300               | пошкоджені багатоквартирні будинки , виробниче підприємство, автомобілі      | —                                          |
| 07/04        | Харківська обл., Копанки                 | РСЗВ                | внаслідок обстрілу в селі пошкоджено приватне домоволодіння                  | —                                          |
| 08/04        | Полтавська обл., Супрунівка              | ракетний удар       | влучання ракети по гуртожитку                                                | 1/16                                       |
| 08/04        | Харківська обл., Чугуїв                  | Х-59                | пошкоджено приватні будинки                                                  | —                                          |
| 08/04        | Харківська обл., Борова                  | авіабомбовий удар   | пошкоджена територія приватного фермерського господарства                    | —                                          |
| 08/04        | Донецька обл., Селидове                  | артобстріл          | відбувся артобстріл багатоквартирного будинку                                | 0/5                                        |
| 09/04        | Харків                                   | авіабомбовий удар   | завдано два удари по цивільному підприємству                                 | 0/3                                        |
| 09/04        | Донецька обл., Словʼянськ                | авіаудар, РСЗВ      | повідомляється про пошкодження адміністративної будівлі                      | 0/3                                        |
| 10/04        | Харківська обл., Липці                   | авіабомбовий удар   | атаки прийшлись на продуктову крамницю та аптеку                             | 3/2                                        |
| 10/04        | Харківська обл., Мала Данилівка          | авіабомбовий удар   | зазнали пошкоджень та руйнувань освітній заклад та гуртожитки                | —                                          |
| 10/04        | Харківська обл., Нечволодівка            | РСЗВ                | пошкоджені житлові будинки та господарчі споруди                             | —                                          |
| 10/04        | Харківська обл., Вовчанськ               | авіабомбовий удар   | пошкоджені житлові будинки, господарчі споруди, лікарня                      | 0/2                                        |
| 11/04        | Миколаїв                                 | ракетний удар       | пошкодження житлових будинків, автомобілів та промислових об’єктів           | 5/5                                        |
| 11/04        | Сумська обл., Есмань                     | артобстріл          | пошкоджено авто, приватні домоволодіння та ЛЕП                               | 0/2                                        |
| 11/04        | Сумська обл., Ворожба                    | артобстріл          | пошкоджено авто, приватні домоволодіння та ЛЕП                               | 0/2                                        |
| 12/04        | Харківська обл., Куп'янськ-Вузловий      | артобстріл          | обстріл житлової забудови населених пунктів російською артилерією            | 1/0                                        |
| 12/04        | Харківська обл., Подоли                  | артобстріл          | обстріл житлової забудови населених пунктів російською артилерією            | 1/0                                        |
| 12/04        | Харківська обл., Моначинівка             | артобстріл          | відомо про обстріл житлової забудови населених пунктів російською артилерією | 0/2                                        |
| 12/04        | Суми                                     | авіабомбовий удар   | авіабомбовий удар по залізниці, житлових та нежитлових будівлях              | 0/2                                        |
| 13/04        | Чернігівська обл., Новгород-Сіверський   | БпЛА                | безпілотник атакував цивільне авто                                           | 1/0                                        |
| 13/04        | Донецька обл., Очеретине                 | КАБ-500             | росіяни скинули КАБ-500 на 5-поверхівку                                      | 1/1                                        |
| 14/04        | Сумська обл., Краснопілля                | БпЛА                | ворог атакував дроном цивільну вантажівку, водій загинув                     | 1/0                                        |
| 14/04        | Запорізька обл., Василівський р-н        | артобстріл          | обстріл житлової забудови села                                               | 1/0                                        |
| 14/04        | Донецька обл., Нетайлове                 | артобстріл          | обстріл житлової забудови населених пунктів російською артилерією            | 2/0                                        |
| 14/04        | Донецька обл., Новоселидівка             | артобстріл          | обстріл житлової забудови населених пунктів російською артилерією            | 1/0                                        |
| 14/04        | Донецька обл., Сіверськ                  | РСЗВ                | відомо про обстріл росіянами житлової забудови міста із РСЗВ                 | 4/0                                        |
| 14/04        | Запорізька обл., Гуляйполе               | артобстріл          | обстріл житлової забудови міста                                              | 0/1                                        |
| 14/04        | Донецька обл., Селидове                  | УМБП Д-30           | пошкоджено 2 приватних житлових будинків та господарча споруда               | —                                          |
| 15/04        | Харківська обл., Лук'янці                | авіабомбовий удар   | було завдано авіаудару по місцевій школі                                     | 2/4                                        |
| 15/04        | Донецька обл., Красногорівка             | артобстріл          | російська артилерія обстріляла житлову забудову міста                        | 1/2                                        |
| 15/04        | Донецька обл., Словʼянськ                | ракетний удар       | влучання ракети у двір житлових багатоповерхівок                             | —                                          |
| 15/04        | Донецька обл., Очеретине                 | авіаудар            | зруйновано п’ятиповерхівку авіаударом                                        | —                                          |
| 15/04        | Донецька обл., Словʼянськ                | УМБП Д-30           | пошкоджено два будинки, навчальний заклад, відділення банку, авто            | —                                          |
| 17/04        | Чернігів                                 | Іскандер            | влучання у житлову забудову центра міста                                     | 18/78                                      |
| 18/04        | Донецька обл., Селидове                  | артобстріл/авіаудар | зруйновано будинок, пошкоджено 11 будинків, адмінбудівлю й магазин           | 1/0                                        |
| 18/04        | Дніпропетровська обл., Дніпровський р-н  | ракетний удар       | пошкоджені інфраструктурний об’єкт і підприємство                            | 0/2                                        |
| 18/04        | Дніпропетровська обл., Мирове            | БпЛА                | пошкоджені два приватні будинки та авто                                      | —                                          |
| 18/04        | Харківська обл., Вовчанськ               | авіабомбовий удар   | пошкоджені вісім житлових будинків, кладовище, комунальне підприємство       | 0/1                                        |
| 19/04        | Дніпро                                   | ракетний удар       | влучання у житловий будинок, пошкоджені інфраструктурні об’єкти              | 2/15                                       |
| 19/04        | Дніпропетровська обл., Синельникове      | ракетний удар       | частково зруйновано 4 приватні будинки, ще 8 – пошкоджені                    | 2/2+                                       |
| 19/04        | Харків                                   | артобстріл/авіаудар | відомо про обстріл околиці міста і поранення цивільного мешканця             | 0/1                                        |
| 20/04        | Харківська обл., Вовчанськ               | РСЗВ/авіаудар       | пошкоджено житловий дев’ятиповерховий будинок                                | 2/2                                        |
| 22/04        | Одеська обл.                             | Shahed 136          | 5 збиті ППО, влучання у склади та сільськогосподарську техніку               | —                                          |
| 22/04        | Донецька обл., Селидове                  | С-300               | пошкоджено навчальний корпус та 4 п'ятиповерхових житлових будинків          | —                                          |
| 23/04        | Херсонська обл.                          | артобстріл          | впродовж доби пошкоджено 8 багатоповерхівок та 26 приватних будинків         | 2/6                                        |
| 23/04        | Одеса                                    | Shahed 136          | в житловому секторі Одеси пошкоджено будинки містян                          | 0/9                                        |
| 23/04        | Донецька обл., Костянтинівка             | авіабомбовий удар   | пошкоджено три будинки, автомобіль та інфраструктурний об’єкт                | 0/5                                        |
| 24/04        | Дніпропетровська обл., Нікопольський р-н | БпЛА/артобстріл     | пошкоджено житлові та господарські будинки                                   | —                                          |
| 24/04        | Харків                                   | С-300               | обстріл житлових багатоповерхівок Шевченківського району міста Харкова       | 0/2                                        |
| 24/04        | Харківська обл., Купʼянськ               | артобстріл          | армія РФ обстріляла з артилерії середмістя районного центру                  | —                                          |
| 25/04        | Дніпропетровська обл., Нікопольський р-н | артобстріл          | пошкоджено обстрілами приватні будинки                                       | —                                          |
| 25/04        | Сумська обл.                             | артобстріл          | відомо про обстріл території чотирьох сільських громад Сумщини               | —                                          |
| 25/04        | Харківська обл., Балаклія                | Іскандер-М          | удар вокзалу ракетою під час прибуття електрички з людьми                    | 0/11                                       |
| 26/04        | Сумська обл., Білопілля                  | артобстріл          | дві жінки загинули внаслідок обстрілу житлової забудови міста                | 2/0                                        |
| 26/04        | Донецька обл.                            | артобстріл          | загиблі та поранені цивільні мешканці внаслідок обстрілів протягом доби      | 5/8                                        |
| 26/04        | Дніпропетровська обл., Нікополь          | артобстріл          | внаслідок російського артобстрілу пошкоджено 4 п’ятиповерхові будинки        | 0/2                                        |
| 26/04        | Харківська обл., Дергачі                 | авіабомбовий удар   | пошкоджено житловий будинок                                                  | 0/4                                        |
| 26/04        | Херсонська обл.                          | артобстріл          | обстріл житлових кварталів, торгового центру, дисадку та інших споруд        | 0/6                                        |
| 27/04        | Херсон                                   | авіаудар            | удар по центральній частині Херсона, зруйнувши освітній заклад               | —                                          |
| 28/04        | Харківська обл., Вовчанськ               | артобстріл          | обстріл російськими військами приватних житлових помешкань 28 квітня         | 0/2                                        |
| 28/04        | Харківська обл., Купʼянськ               | артобстріл          | обстріл російськими військами приватних житлових помешкань 28 квітня         | 0/2                                        |
| 28/04        | Запорізька обл., Запорізький р-н         | артобстріл          | відомо про пошкоджене житло і пораненого чоловіка від обстрілів              | 0/1                                        |
| 29/04        | Одеса                                    | Іскандер-М          | ракетний удар по приватному будинку та набережній                            | 5/23                                       |
| 29/04        | Харків                                   | авіабомбовий удар   | пошкоджені шість багатоквартирних будинків                                   | 0/1                                        |
| 30/04        | Харків                                   | авіабомбовий удар   | удар по цивільній інфраструктурі у Київському та Холодногірському районах    | 1/7                                        |
| 30/04        | Донецька обл.                            | артобстріл          | обстріл приватних житлових помешкань та адмінбудівель                        | 2/0                                        |